# صاریغ قلمی سرباریک
صاریغ قلمی سرباریک (نام علمی: Marmosops cracens) نام یک گونه از سرده صاریغ‌های قلمی است.